# Клуб Еноха
Клуб Еноха — ассоциация владельцев частных семейных компаний, существующих не менее 200 лет. В состав ассоциации входит 44 компании из разных стран.
Все компании, входящие в «Енох», возникли до Великой индустриальной революции XVIII — XIX веков. 
Организация возникла во Франции в 1981 году по инициативе семейной фирмы производителя спиртных напитков «Мари Бризар». Своё название — Клуб Енох — ассоциация получила в честь персонажа Ветхого Завета — Еноха (отца Мафусаила), прожившего 365 лет. По мнению председателя клуба Пина Амарелли — главы итальянской фирмы «Амарелли» — именно ощущение того, что члены клуба являются последними хранителями традиций производства, восходящим ещё к ремесленным цехам Средневековья и утраченным (в результате крупного корпоративного производства) традициям помогает этим фирмам существовать веками.
Старейшая организация среди участников ассоциации — семейная фирма «Хоси» из Японии, занимающаяся гостиничным бизнесом с 717 года. Старейшим европейским членом клуба является основанная в 1295 году итальянская семейная фирма муранских мастеров-стекольщиков, выпускавшая посуду «Баровье и Тосо».  В состав членов клуба входят: французское предприятие «Револь», изготавливающее фарфор с 1789 года; итальянская фирма «Амарелли», выращивающая с 1731 года лакричный корень для кондитеров и парфюмеров; немецкая стеклодельная мануфактура «Фрейхер фон Пошингер», существующая с 1568 года; голландская фирма  «Ван Эгхен», работающая в пищевой промышленности с 1662 года; основанная в 1526 году оружейная корпорация «Beretta» из Италии, а также французская автомобильная компания Peugeot. 